# Mechanitis polymnia

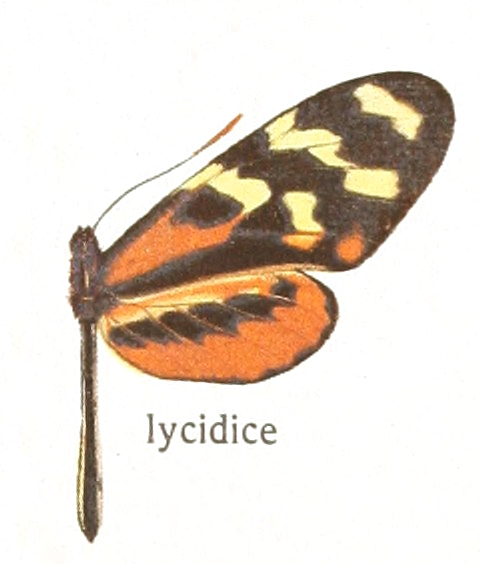
Mechanitis polymnia lycidice aus Adalbert Seitz: Die Großschmetterlinge der Erde, Verlag Alfred Kernen, Stuttgart, 1907

Der Mechanitis polymnia (Englisch: Orange-spotted Tiger Clearwing) ist ein Schmetterling (Tagfalter) aus der Familie der Edelfalter (Nymphalidae). Er ist von Mexiko bis in den Amazonas-Regenwald verbreitet.

## Beschreibung
Die Flügelspannweite beträgt zwischen 65 und 75 Millimeter. Die stark variable Art kann immer an einem isolierten hellroten runden und nicht kommaförmigen Fleck im Analwinkel auf der Oberseite der Vorderflügel erkannt werden, der bei beiden Geschlechtern vorhanden ist. 
Das kleine weiße Ei ist fassförmig.
Die erwachsene Raupe ist glatt mit spärlichen Haaren und hat seitlich deutlich ausgeprägte fleischige Fortsätze mit einem schwarzen Punkt an der Basis. Die Raupe von M. polymnia isthmia ist blassgelb und hellgrau gefärbt.
Die gedrungene silbrig glänzende Stürzpuppe hat große Flügelscheiden und ist am Rücken stark gekrümmt; am Kopf ist sie entgegengesetzt gekrümmt.

## Mimikry und ähnliche Arten
Andere Arten der Gattung Mechanitis sind Mechanitis polymnia ähnlich, ebenso wie Tithorea harmonia, Melinaea ethra, Hypothyris lycaste, Thyridia psidii. Zusammen mit Dismorphia amphione, Dismorphia eunoe, Eueides isabella, Heliconius ismenius bildet Mechanitis polymnia Mimikry-Ringe.

## Verbreitung
Der Schmetterling kommt von Mexiko bis in den Amazonas-Regenwald vor. Der Lebensraum reicht von Meereshöhe bis auf 1500 Meter. In Costa Rica ist er die häufigste Art der Tribus Ithomiini.

## Lebensweise
Die Falter leben in nahezu allen Lebensräumen. Sie sind zum Beispiel auch in den Straßen aller größeren Städte Costa Ricas häufig. Im Gegensatz zu verwandten Arten, die nur im Schatten der Wälder fliegen, sind sie auch im direkten Sonnenlicht über offenen Flächen anzutreffen. 
Die Eier werden in Gruppen von 10–40 Eiern gelegt. Die Raupen weben sich auf den Pflanzen ein Polster und leben gesellig. Sie ernähren sich von verschiedenen Arten der Gattung Nachtschatten (Solanum). Nachgewiesen sind Jaltomata repandidentata, Solanum chrysotrichum, Solanum hartwegii, Solanum jamaicense, Solanum lanceifolium, Solanum rudepannum, Solanum rugosum, Solanum siparunoides. Alle Wirtspflanzen sind rauhaarige, holzige Sträucher und Kletterpflanzen in sekundären Lebensräumen. Die Raupen scheinen keine Giftstoffe der Pflanzen aufzunehmen, um daraus ihre eigenen Gifte zu produzieren, die sie für Wirbeltiere nahezu ungenießbar machen.

## Unterarten
- Mechanitis polymnia angustifascia Talbot, 1929
- Mechanitis polymnia casabranca Haensch, 1905
- Mechanitis polymnia chimborazona Bates, 1864
- Mechanitis polymnia eurydice Haensch, 1905
- Mechanitis polymnia isthmia Bates, 1863, von Mexiko bis Panama.
- Mechanitis polymnia kayei Fox, 1967
- Mechanitis polymnia lycidice Bates, 1864
- Mechanitis polymnia polymnia (Linnaeus) 1758
- Mechanitis polymnia veritabilis Butler, 1873[4]